# اهندورف
اهندورف (به آلمانی: Ehndorf) یک شهر در آلمان است که در Mittelholstein واقع شده‌است.
 اهندورف  ۶۱۶ نفر جمعیت دارد.